# 山形市立第三小学校
山形市立第三小学校（やまがたしりつ だいさんしょうがっこう）は、山形県山形市にある公立小学校。略称は、「山三小」、「山形三小」、山形市内では、「三小」と呼ばれている。

## 概要
山形市中心部からやや北側の住宅街の中に建っている。卒業後はほとんどの児童が山形市立第五中学校へ進学する。

## 学区
- 円応寺町、宮町一丁目～五丁目、薬師町一丁目、薬師町二丁目7番から22番まで、銅町一丁目～二丁目

## 沿革
- 1889年9月1日 - 旧存の小学校を山形市北部高等尋常小学校として改称して宮町に開校。翌月の10月1日を創立記念日とする。
- 1908年 - 山形市第三尋常小学校と改称
- 1923年 - 校章制定
- 1926年 - 高等科を併設、山形市第三高等尋常小学校と改称
- 1939年 - 高等科を山形市立高等小学校に移管し、山形市第三尋常小学校と再改称
- 1941年4月1日 - 山形市第三国民学校と改称
- 1947年4月1日 - 山形市立第三小学校と改称
- 1957年4月1日 - 山形市立第九小学校を分離開校
- 1968年10月15日 - 現在の校舎に新築